# 埃洛
埃洛（義大利語：Ello），是意大利莱科省的一个市镇。总面积2.41平方公里，人口1258人，人口密度522.0人/平方公里（2009年）。国家统计（ISTAT）代码为097033。
埃洛与科莱布里安扎、多尔扎戈、加尔比亚泰和奥焦诺接壤。